# Melozzo da Forlì

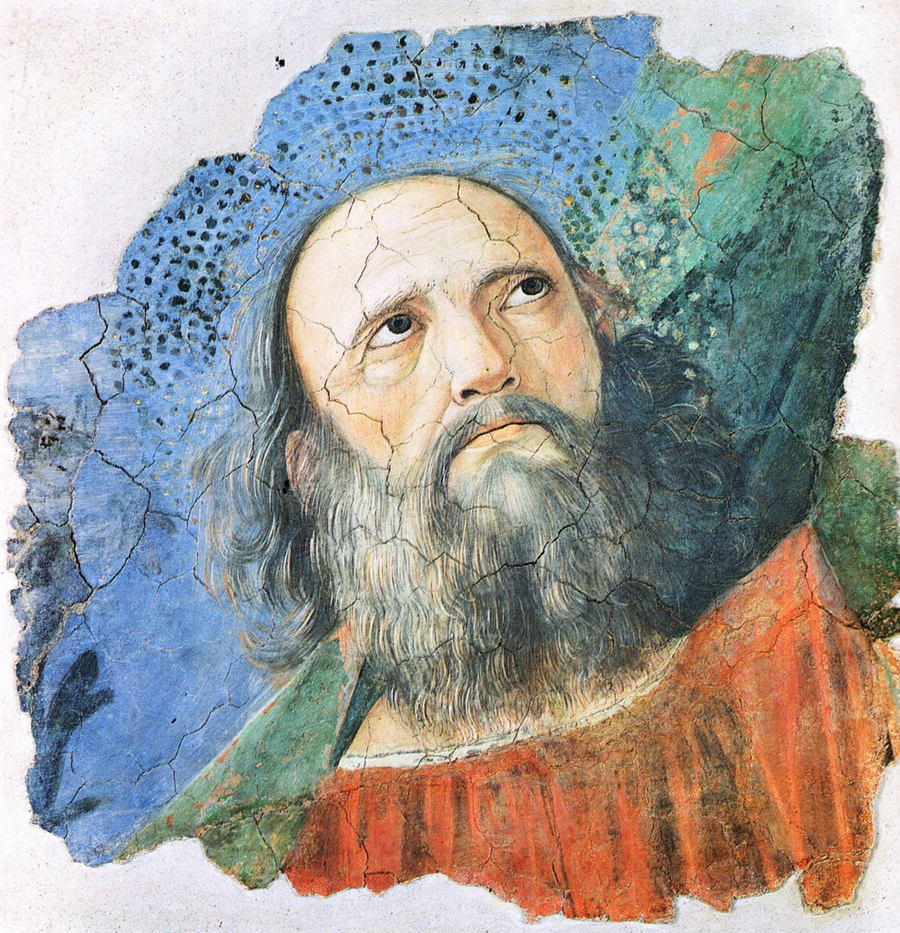
Melozzo da Forli (Angeli musicanti)

Melozzo da Forlì, auch Michelozzo di Giuliano degli Ambrogi (* 8. Juni 1438 in Forlì; † 8. November 1494 ebenda) war ein italienischer Maler und Architekt. Er war neben Piero della Francesca und Luca Signorelli einer der herausragenden mittelitalienischen Repräsentanten des Quattrocento. Seine Fresken sind für die präzise Anwendung der perspektivischen Verkürzung berühmt.

## Leben

### Jugend und Lehre
Über Kindheit und Jugend Melozzos ist wenig bekannt; wahrscheinlich entstammte er einer alteingesessenen und recht wohlhabenden Familie Forlìs mit Namen Ambrogi. Seine Lehrzeit liegt ebenfalls im Dunklen. Möglicherweise erhielt er seine künstlerische Ausbildung durch Ansuino da Forlì, der ihm die in Padua im Umkreis von Giotto praktizierten Kenntnisse perspektivischer Darstellung vermitteln konnte. Womöglich machte dieser ihn auch mit den Werken Piero della Francescas und Andrea Mantegnas vertraut. Seine Beeinflussung durch Mantegna sollte später in seinem bekanntesten Bild Sixtus IV. ernennt Platina zum Präfekten der Vatikanischen Bibliothek, deutlich hervorgehen (1477).
Denkbar als Lehrer ist auch Baldassare Carrari der Ältere. Sicher hatte Melozzo damals auch das Werk eines weiteren Schülers Giotto di Bondones kennengelernt – Guglielmo degli Organi.
Dokumentiert wird Melozzo dann zum ersten Mal in seinem Heimatort zwischen 1460 und 1464.

### Ankunft in Rom
1464 übersiedelte Melozzo nach Rom, wo er an der Basilica di San Marco Evangelista al Campidoglio tätig war und die Fresken San Marco Papa und San Marco Evangelista schuf. Zwischen 1464 und 1465 arbeitete er zusammen mit Antoniazzo Romano in der Basilica dei XII Santi Apostoli. Nach Restaurierungsarbeiten im Jahr 2008 sind die Fresken in der Bessarione-Kapelle wieder sichtbar.

### Aufenthalt in Urbino
Zwischen 1465 und 1475 lebte Melozzo in Urbino und kam dort in Kontakt mit dem Werk Piero della Francescas, dessen monumentale Figurendarstellung er fortan übernahm.
In Urbino übte Melozzo seinerseits einen großen Einfluss auf Joos van Wassenhove und Pedro Berruguete aus, mit denen er möglicherweise bei der Ausschmückung des Studiolos im Palazzo Ducale zusammenarbeitete. Aus der Urbinozeit zwischen 1466 und 1470 sind zwei Fragmente erhalten geblieben, die jetzt in den Uffizien in Florenz aufbewahrt werden – Verkündigung Mariä und Verkündigungsengel. Das Tafelbild Salvator mundi liegt ebenfalls nur fragmentarisch vor.
Nach wie vor umstritten ist, ob das aus dieser Epoche stammende Bild Ritratto di Federico da Montefeltro col figlio Guidobaldo Melozzo zugeschrieben werden kann.

### Maler von Sixtus IV.

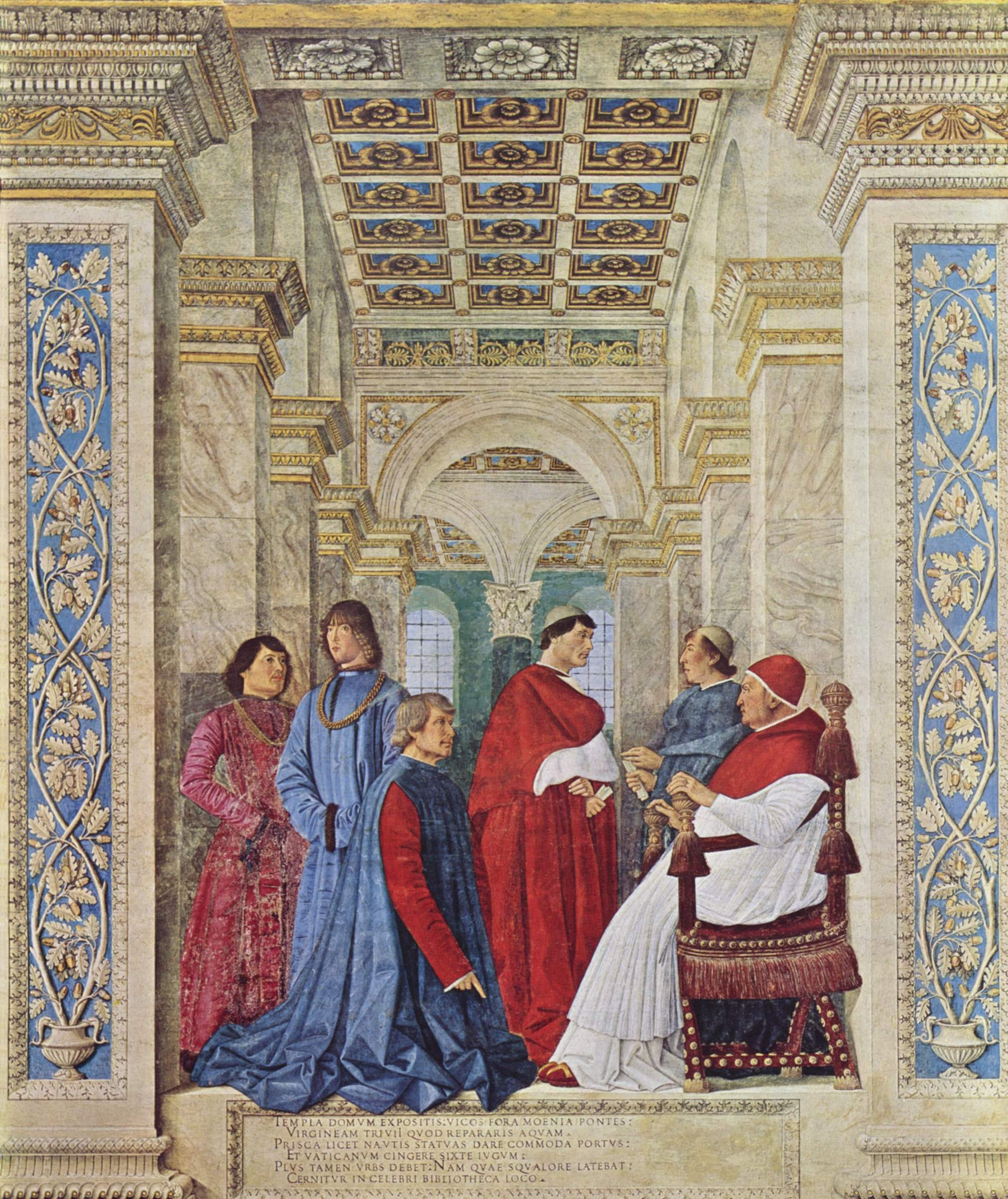
Sixtus IV. ernennt Platina zum Präfekten der Vatikanischen Bibliothek; Fresko, auf Leinwand übertragen (1477); Vatikanische Museen

1475 kehrte Melozzo nach Rom zurück, wo er von Papst Sixtus IV. zum Hofmaler ernannt wurde.
Hier entstand 1477 auch das Fresko Sixtus IV. ernennt Platina zum Präfekten der Vatikanischen Bibliothek, in dem Melozzo ein repräsentatives, monumentales und scharf charakterisierendes Gruppenbild des Papstes und von Mitgliedern der Familie Della Rovere malte, ganz nach dem Vorbild der von Andrea Mantegna für die Gonzagas im Palazzo Ducale in Mantua geschaffenen Fresken.
1477 bis 1480 entstanden Deckenmalereien in der Tribuna von Santi Apostoli, deren Zentrum die Himmelfahrt Christi darstellt.
Die Figur Christi ist in sehr geschickter Verkürzung wiedergegeben, und auch die Schar der ihn umgebenden Engel beweist eine große Beherrschung der verschiedensten perspektivischen Ansichten.
Dieses Fresko darf durchaus zu den Vorläufern der späteren illusionistischen Deckenmalerei gerechnet werden.
Nach dem Tod von Sixtus IV. im Jahr 1484 verließ Melozzo Rom und zog nach Loreto.

### Loreto
In Loreto arbeitete Melozzo ab 1486 an der Schatzkammer der Sakristei  von San Marco in der Basilika vom Heiligen Haus. Die Wände wurden hier mit Scheinarchitektur bemalt und die flache Scheinkuppel illusionistisch überhöht. Auf dem begrenzenden Gesims sind Propheten des Alten Testaments sitzend dargestellt. Durch die Öffnungen der Kuppelkappen schweben große Engel in den Raum, wobei sie die Leidenswerkzeuge Christ in den Händen halten. Diese von Melozzo gewählte Anordnung sollte später Michelangelos Deckenmalerei in der Sixtinischen Kapelle in Rom inspirieren.

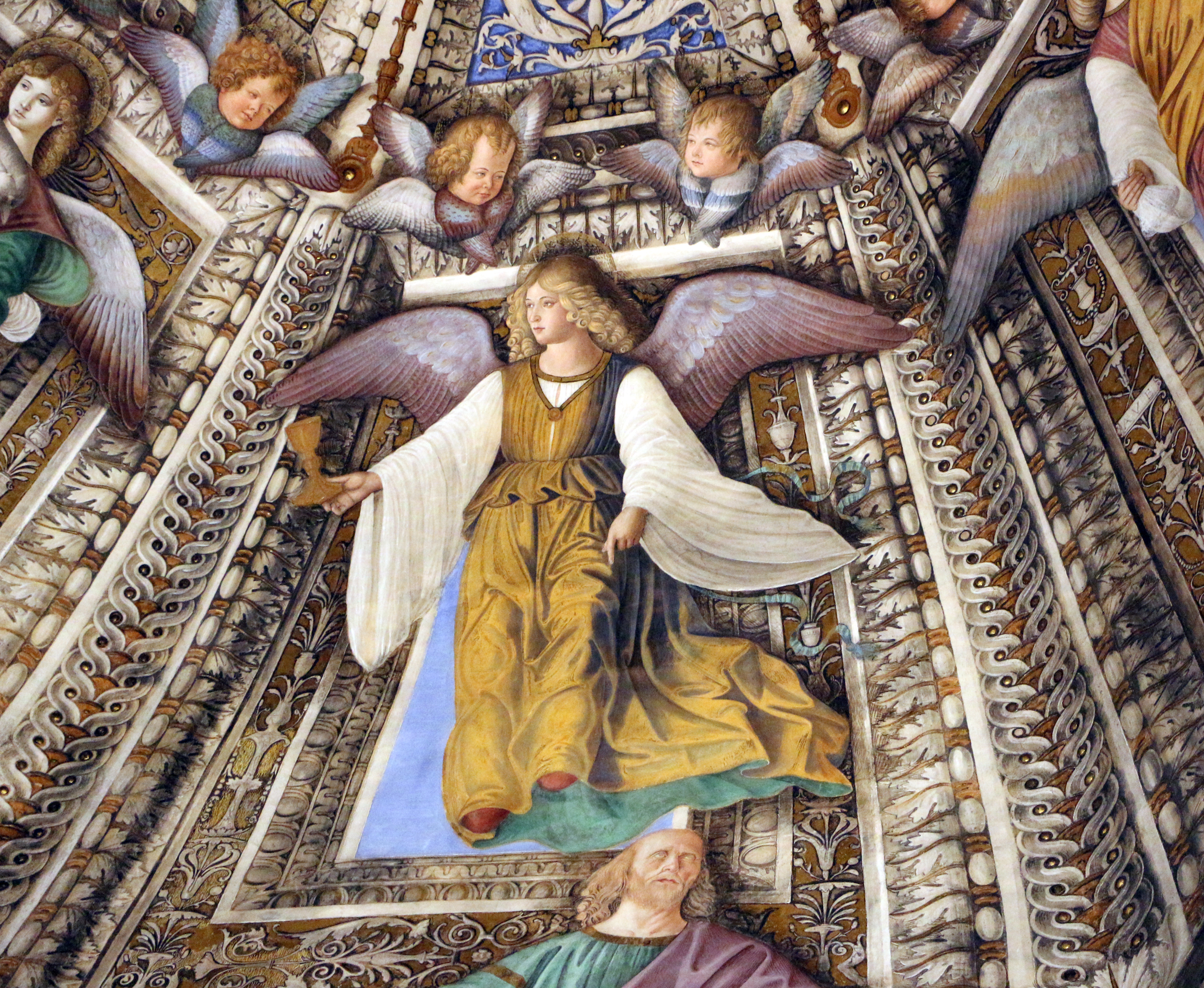
Weiteres Detail der Kapelle San Marco des Hauses Lorette
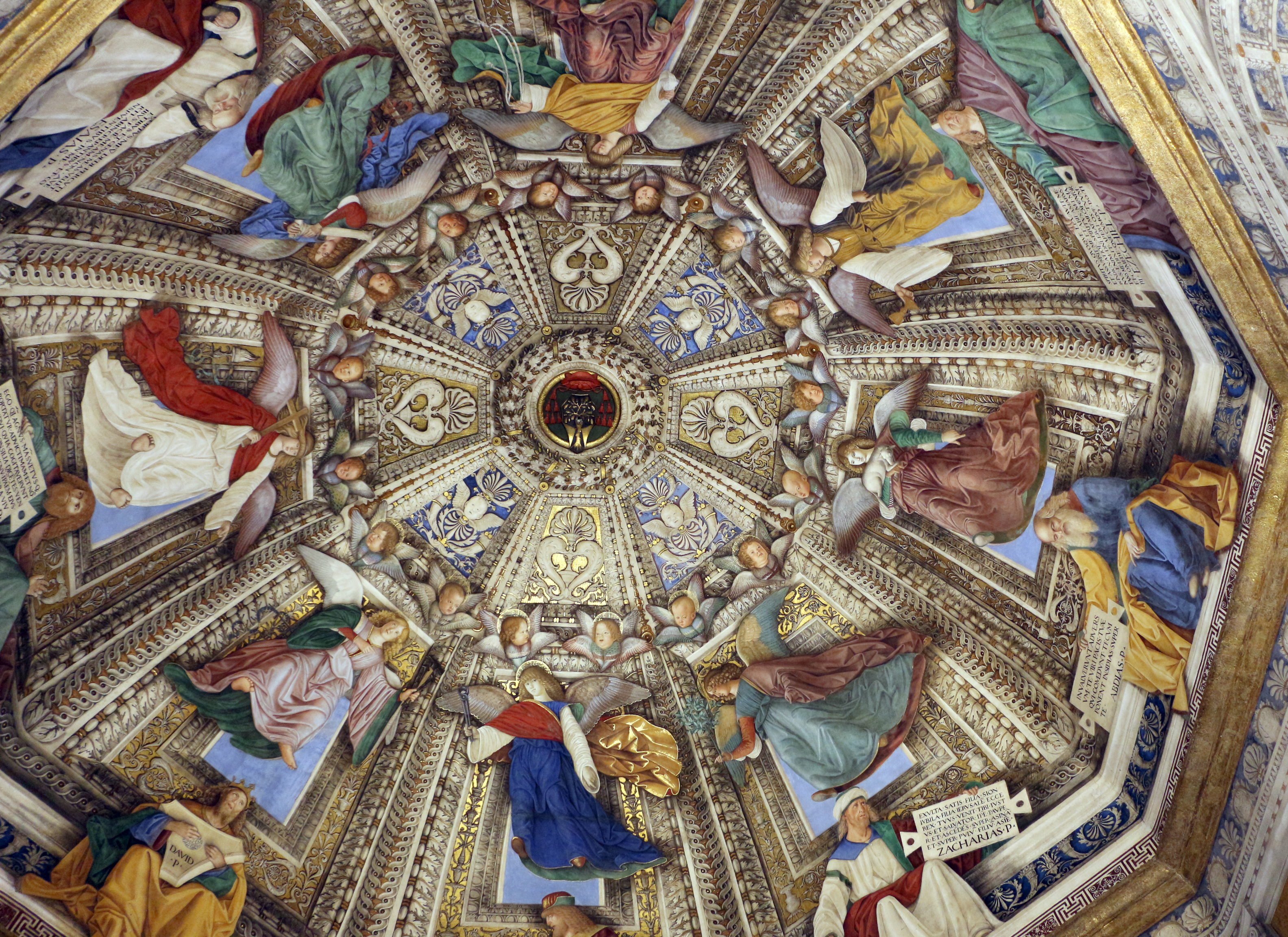
Detail der Kapelle San Marco des Hauses Lorette
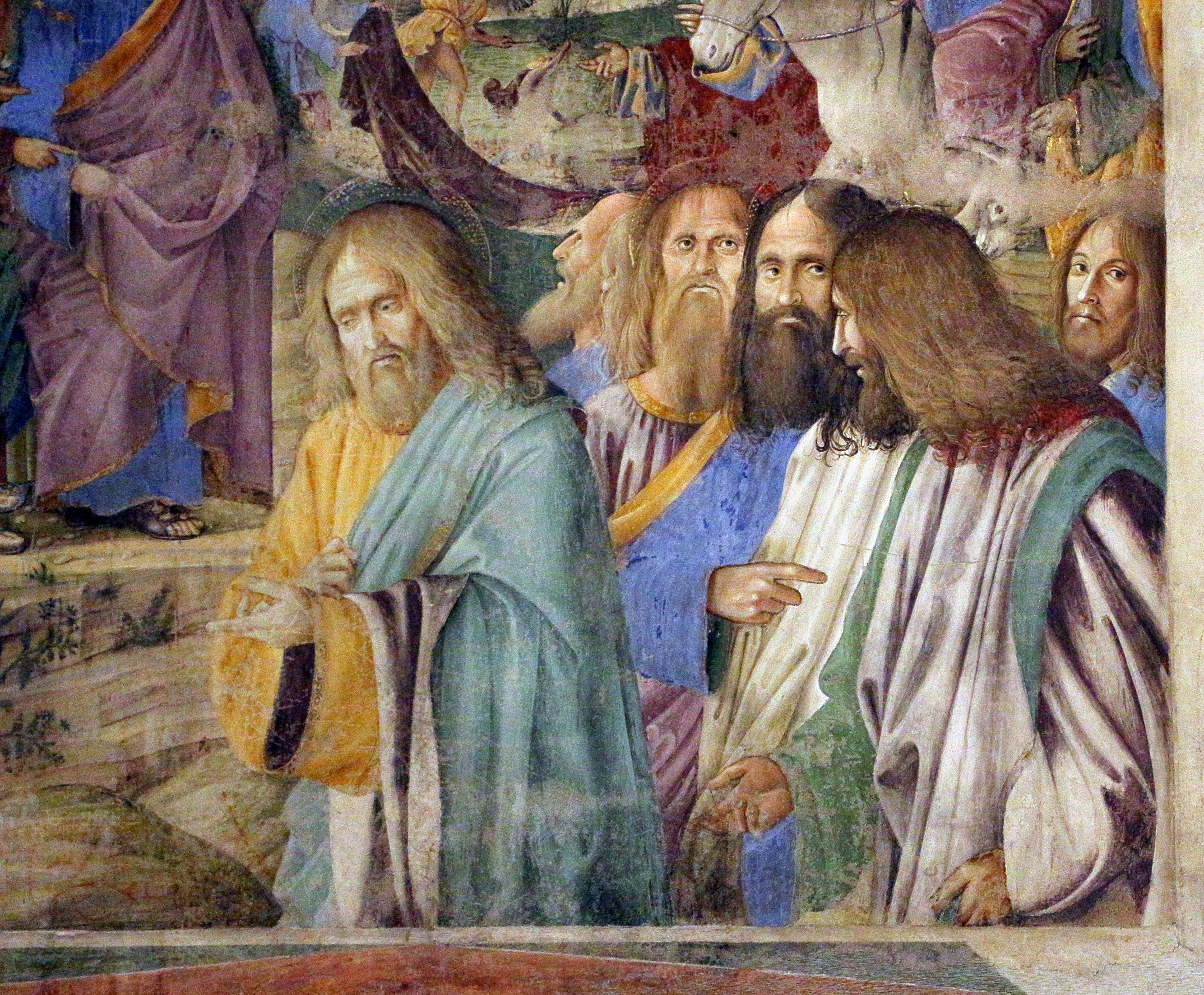
Eintritt nach Jerusalem mit angeblichem Selbstporträt von Melozzo da Forli

### Dritter Aufenthalt in Rom
1489 erneut in Rom angekommen, verwirklichte Melozzo ein Mosaik Jesus segnet die Evangelisten in der Sankt-Helena-Kapelle der Kirche Santa Croce in Gerusalemme. In diesem Werk sind keinerlei byzantinisierende Einflüsse mehr spürbar. Das zu dieser Zeit in der Basilika Santa Francesca Romana (in der Nähe des Kolosseums) ausgeführte Fresko Die Kirchenlehrer wird dem Umkreis Melozzos zugeschrieben.

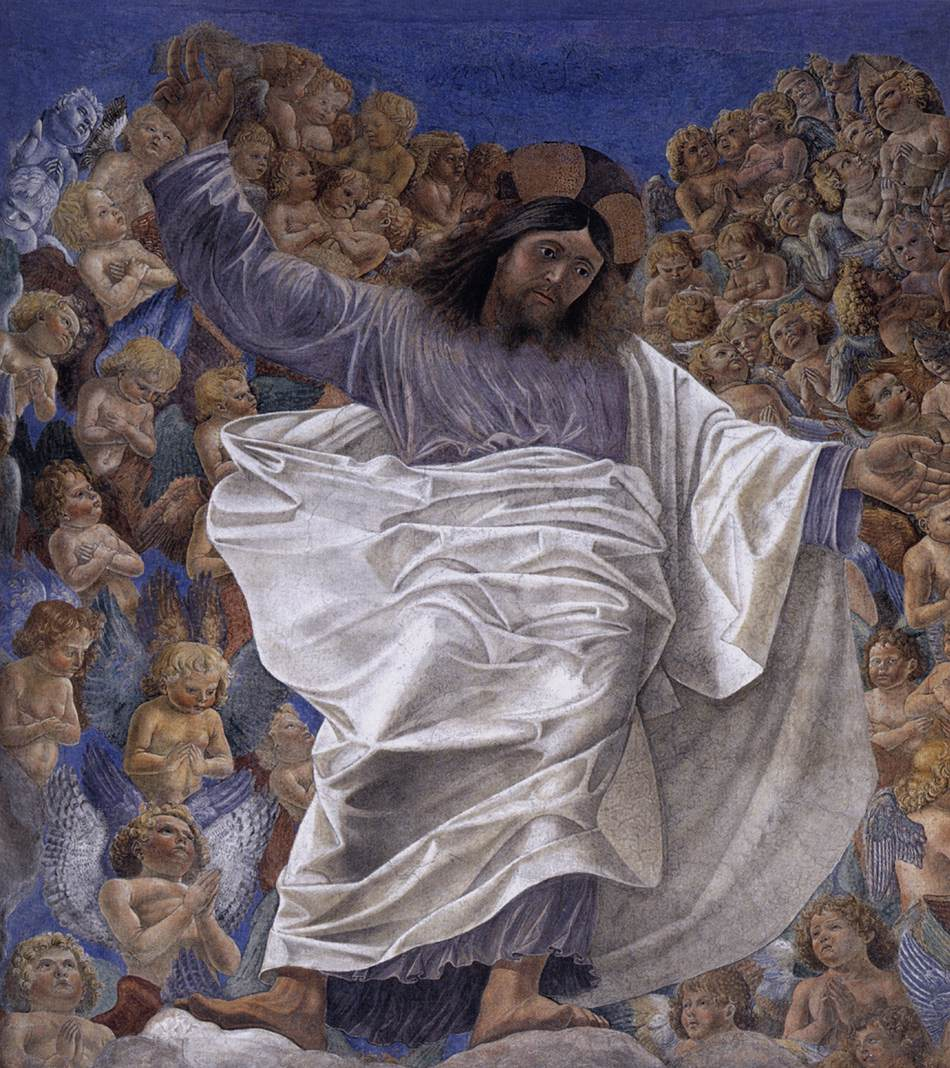
Himmelfahrt Christi, Quirinal

### Ancona, Rückkehr in die Heimat und Tod
1493 hielt sich Melozzo in Ancona auf und war dort am Palazzo Comunale mit Deckendekorationsarbeiten beschäftigt, die aber verloren gegangen sind. Anschließend kehrte er nach Forlì zurück und malte dort mit seinem Schüler Marco Palmezzano die Feo-Kapelle der Kirche San Biagio aus. Dieses Werk wurde im Zweiten Weltkrieg durch Bomben zerstört.
Melozzo starb in Forlì am 8. November 1494; sein Grabmal befindet sich in der Kirche Santissima Trinità in Forlì.

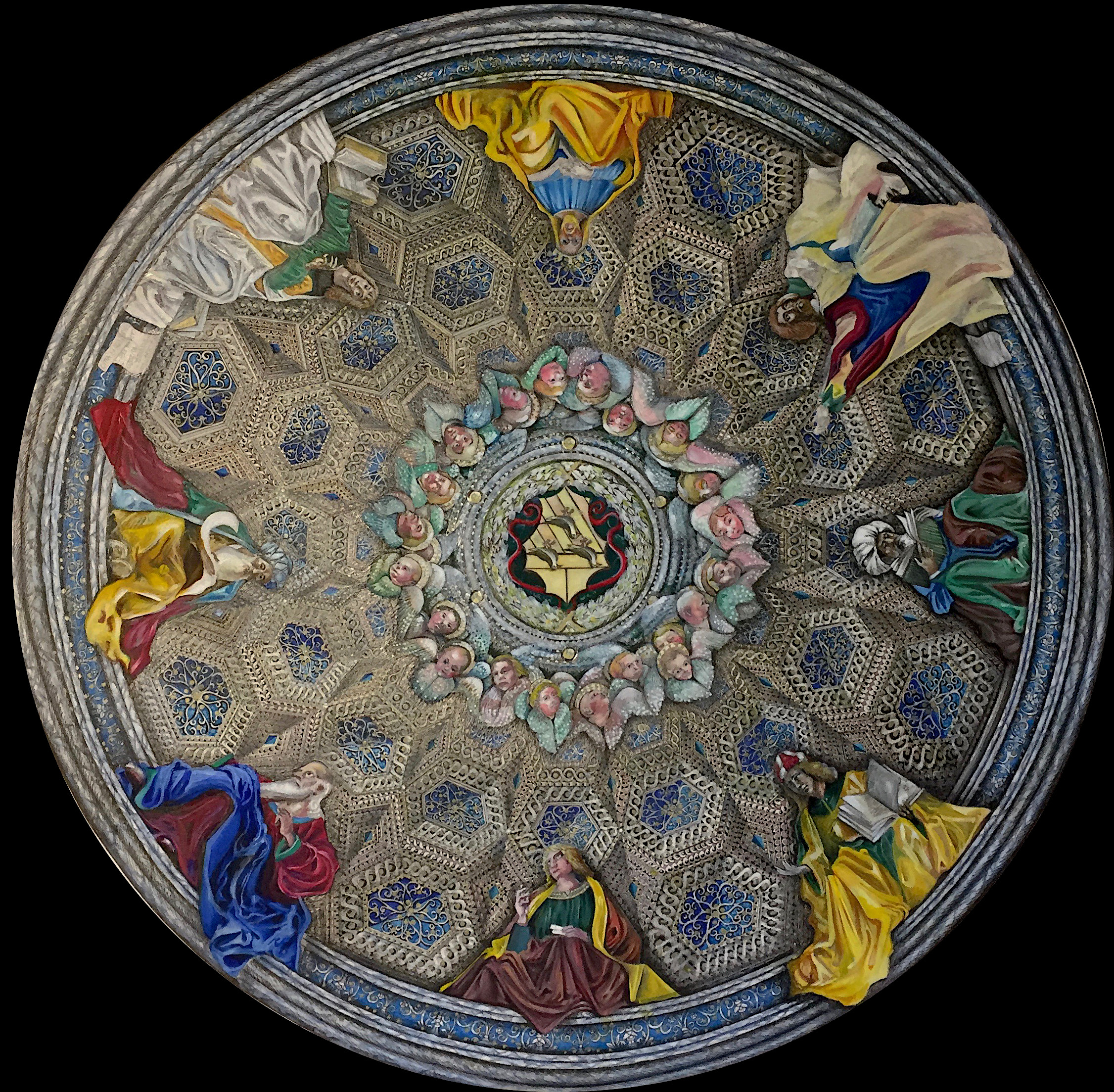
Rekonstruktion mit Tinte, Gouache und Bleistift (80 cm × 80 cm) der Kapelle Feo von Olivier Maceratesi, (2020)

## Bedeutung
Die meisten der Melozzo zugeschriebenen Bilder sind nur noch bruchstückhaft erhalten. Melozzo war jedoch als einer der Erfinder der Technik äußerster Verkürzungen berühmt, einer Errungenschaft, die der seines Zeitgenossen Andrea Mantegna gleichsteht.

## Ausstellungen
- Melozzo da Forlì. L’umana bellezza tra Piero della Francesca e Raffello. Kuratoren Antonio Paolucci, Daniele Benati und Mauro Natale. Forlì, Musei di San Domenico 2011.